# 玩具總動員3
是一部於2010年上映的美國電腦動畫冒险喜剧片，由皮克斯动画工作室制作，华特迪士尼影业发行。該片是《玩具總動員》以及《玩具總動員2》的續集，同時也是「玩具總動員系列」的第三部電影作品，該片導演由曾負責前兩部電影的剪接師以及第二集的副導演李·安克里奇執導，麥可·安特擔任編劇。
在電影中，現年17歲的安弟即將升上大學。胡迪、巴斯光年和其他玩具被安弟的母親意外捐贈給了日託中心，在得知安弟在尋找他們後，這些玩具即將一起展開史上最大規模的逃亡行動，配音陣容包括於前兩作登場的汤姆·汉克斯、提姆·艾倫、瓊安·庫薩克、唐·里柯斯、華萊士·尚恩、約翰·雷森伯格、爱丝黛儿·哈里斯、傑夫·皮金、茱蒂·班森、約翰·莫瑞斯、蘿莉·麥凱佛和罗纳德·李·艾尔米，以及聲演本部電影登場新角色的尼德·巴蒂、米高·基頓、琥碧·戈柏、提摩西·達頓、克里斯汀·沙爾、寶妮・杭特和傑夫・高林，在前兩部電影中為彈簧狗配音的吉姆·瓦尼於2000年去世，因此該角色的配音則被傳給了布萊克·克拉克。
《玩具總動員3》於2010年6月18日在美國上映。這部電影是第一部以杜比7.1環繞聲音效在影院上映的電影。與前作一樣，《玩具總動員 3》一經上映就獲得了一致好評，評論家稱讚其劇中的表演、劇本、情感深度、動畫和蘭迪·紐曼的音樂。並成為第三部獲得奥斯卡最佳影片奖提名的電影（繼《美女與野獸》和《天外奇蹟》之後）以及四項奧斯卡獎提名：最佳改編劇本、最佳音效剪輯、最佳動畫長片和最佳原創歌曲，並贏得了後兩項。最終《 玩具總動員3》在全球票房獲得10.67億美元，成為2010年票房最高的電影，同時也是第一部票房達到10億美元的動畫電影，也是有史以來票房最高的動畫電影及最昂貴的電影之一，截至2022年，《玩具總動員3》仍是皮克斯票房最高的電影，其續作《玩具總動員4》於2019年上映。

## 劇情
自從十一年前玩具們所經歷的大冒險後，玩具們安然無恙的度過了好幾個年頭。轉眼間，玩具們的主人安弟已經成為一個17歲的青少年，即將離家去展開他的大學生涯。
胡迪警長與巴斯光年以及其他的玩具們也都人心惶惶，深怕這個他們內心最恐懼被丟棄的一天即將來臨。
這一天，安弟的媽媽來到安弟的房間，詢問他將如何處置這些伴他渡過童年的玩具們，並且要求安弟在離家前要把這些東西處理好，如果沒有將要留下的玩具放置閣樓收藏，她就會把這些玩具處理掉。
安弟在媽媽的逼迫下再次打開他的玩具箱，童年回憶湧上心頭，他根本捨不得將任何一件玩具丟掉，所以將所有的玩具都放入大黑袋子中，準備將它們放置閣樓，而最愛的胡迪則被他放進了帶到大學的箱子裡。
但正要將袋子放入閣樓的同時，安弟被妹妹呼喚去幫忙，就在陰錯陽差之下，媽媽誤以為黑袋子裡的玩具是要丟棄的，將它們與其他垃圾帶至院子，胡迪見狀趕緊喚來安弟的愛犬臭小子，可惜臭小子年紀衰老，無法再活力充沛地帶胡迪到前院去。
胡迪自行設法躍下，來到了院子，垃圾車來了，收垃圾的男子將垃圾丟進了垃圾車。
幸好，胡迪發現玩具們已經有驚無險地逃過了被垃圾車收走的命運，進到車庫裡安弟的車上，裝有要捐贈給陽光托兒所的玩具的紙箱內。  
然而玩具們誤會安弟要遺棄他們，而對自己多年的主人感到極度地失望。儘管看見真相的胡迪也急著和他們解釋，但大家根本聽不進去。
玩具們來到陽光托兒所原本以為來到了天堂，托兒所裡有非常好的規劃還有更多玩具的新朋友，且蝴蝶班的小朋友們非常愛惜玩具。
托兒所裡玩具的頭領是一隻有草莓味的玩偶熊抱哥，很友善地介紹幼稚園的環境，將玩具們送到毛毛蟲班（幼兒班），玩具們興奮地期待能夠再與小主人一同玩樂，殊不知這些低齡的小朋友一抵達教室的時候才是噩夢的開始，玩具們被拉扯、被吞食、被敲打、被肢解幾乎是天天上演的戲碼。
巴斯無意間發現帶領托兒所的玩具熊抱哥原來居心不良，對於人類懷有著深切的怨怒，將新送入托兒所的玩具留給小朋友們破壞洩恨，玩具們人人自危。
同時安弟發現珍藏的玩具被媽媽不小心丟棄了，正心急如焚地尋找，玩具們得知小主人安弟在尋找他們，即將一起展開史上最大規模的逃亡行動，還有更多的冒險等著他們，玩具們是否能成功逃出熊抱哥的魔掌，回到小主人安弟的身邊呢？

## 配音員
| 配音                                             | 配音   | 配音                               | 配音     | 角色                                   |
| 美国                                             | 臺灣   | 香港                               | 中国大陆 | 角色                                   |
| ------------------------------------------------ | ------ | ---------------------------------- | -------- | -------------------------------------- |
| 汤姆·汉克斯                                      | 庾澄慶 | 張衛健                             | 童自荣   | 胡迪（Sheriff Woody）                  |
| 提姆·艾伦 Javier Fernández Peña （說西班牙語時） | 吳大維 | 劉青雲                             | 程玉珠   | 巴斯光年（Buzz Lightyear）             |
| 瓊安·庫薩克                                      | 劉小芸 | 容祖兒                             | 杨梦露   | 翠丝（Jessie）                         |
| 尼德·巴蒂                                        | 孫德成 | 許紹雄                             | 劉風     | 熊抱哥（Lots-O'-Huggin' Bear）（勞蘇） |
| 約翰·莫里斯 查理·布萊特（幼年）                  | 王度   | 張預東 張建宏                      | 鄔洛基   | 安弟（Andy Davis）                     |
| 唐·力克斯                                        | 孫中台 | 高翰文                             | 秦川     | 蛋頭先生（Mr. Potato Head）            |
| 布萊克·克拉克                                    | 楊少文 | 龍天生                             | 張小親   | 彈簧狗（Slinky Dog）                   |
| 華萊士·尚恩                                      | 陳宗岳 | 潘文柏                             | 謝天添   | 抱抱龍（Rex）                          |
| 约翰·拉岑贝格尔                                  | 康殿宏 | 邱萬城                             | 陳兆雄   | 火腿（Hamm）                           |
| 伊絲特拉·哈里斯                                  | 陳季霞 | 謝月美                             | 曾丹     | 蛋頭太太（Mrs. Potato Head）           |
| 迈克尔·基顿                                      | 高以翔 | 陳旭恆                             | 吴磊     | 肯尼（Ken）                            |
| 茱蒂·班森                                        | 隋棠   | 鄭佩嘉                             | 詹佳     | 芭比（Barbie）                         |
| 艾米莉·漢                                        | 鮑冠澕 | 陶衍澄                             |          | 邦妮·安德森（Bonnie Anderson）         |
| Jeff Pidgeon                                     |        | 李建良                             |          | 三眼怪（Aliens）                       |
| 蒂莫西·道尔顿                                    |        | 李建良                             |          | 釘子褲先生（Mr. Pricklepants）         |
| 克莉絲汀·夏爾                                    |        | 莫蒨茹                             |          | 犀莉（Trixie）                         |
| 杰夫·格尔林                                      |        | 盧家煒                             |          | 小奶油（Buttercup）                    |
| 邦妮·杭特                                        | 錢欣郁 | 郭碧珍                             |          | 桃莉（Dolly）                          |
| 乌比·戈德堡                                      | 姜瑰瑾 | 邵美君                             |          | 軟QQ（Stretch）                        |
| 傑克·安橋                                        | 林谷珍 | 古明華                             |          | 大塊頭（Chunk）                        |
| 詹·羅布森                                        |        | 李建良                             |          | 火爆史巴克（Sparks）                   |
| John Cygan                                       | 陳旭昇 | 黃文偉                             |          | 虎神戰士（Twitch）                     |
| 蘿莉·梅特卡夫                                    |        | 陳安瑩                             |          | 安弟的媽媽（Andy's Mom）               |
| 蘿莉·艾倫                                        |        | 林小寶                             |          | 邦妮的媽媽（Bonnie's Mom）             |
| 碧·米勒                                          |        | 陸穎僖                             |          | 茉莉·大衛斯（Molly Davis）             |
| 罗纳德·李·艾尔米                                 |        | 古明華                             |          | （Sarge）                              |
| Teddy Newton                                     | 陳旭昇 | 朱柏康                             |          | 玩具電話（Chatter Telephone）          |
| 理查·坎德                                        | 姜先誠 | 李建良                             |          | 書蟲（Bookworm）                       |
| 巴德·拉奇                                        |        | 周志輝                             |          | （Chuckles）                           |
| 查理·布萊特                                      |        | 陳健御                             |          | （Peaty）                              |
| Amber Kroner                                     |        | 周銦鈿                             |          | （Peatrice）                           |
|                                                  |        | 梁綺庭                             |          | （Peanelope）                          |
| 艾瑞克·溫·德坦                                   |        |                                    |          | 阿薛（Sid）                            |
| 傑克·威利斯                                      |        |                                    |          | 青蛙（The Frog）                       |
| 李·昂克里契                                      |        | 陳振聲                             |          | （Jack-in-the-Box）                    |
| 鮑伯·彼得森                                      |        | 李忠強                             |          | （Janitor）                            |
| 伍迪·史密斯                                      |        |                                    |          | 大寶貝（Big Baby）                     |
|                                                  |        | 潘芳芳 楊孝彥 張麗珊 張岳弢 鄭美姿 |          |                                        |

## 製作
根據皮克斯與迪士尼協商修訂後的說法，所有皮克斯創造的動畫角色版權皆屬於迪士尼。往後，迪士尼擁有拍攝任何一部皮克斯動畫續集的版權，而皮克斯僅保有優先選擇權（right of first refusal）去製作這些續集。但于2004年兩家公司談判產生些爭議面臨分裂後，迪士尼總裁邁克·艾斯納在新的迪士尼動畫工作室Circle 7 Animation 提出《玩具總動員3》製作計畫。巴斯光年的配音員提姆·艾倫表示願意回歸儘管皮克斯不參與製作。
Circle 7版本的續集由詹姆·赫兹福德（Jim Herzfeld）編劇，故事著眼於玩具們將故障的巴斯光年運回生產源的台灣維修。而在網路上搜索，他們發現有更多的巴斯光年玩具在世界各地出現故障，公司已發出大規模回收銷毀。擔憂巴斯遭摧毀，艾迪的玩具們展開拯救巴斯的一場冒險。同時，巴斯遇見世界各地其它的玩具，墜入愛河並同樣面臨銷毀的命運。
2006年一月，迪士尼重新購下皮克斯，並達成協議讓皮克斯兩位總裁艾德文·卡特姆和約翰·拉薩特負責所有的迪士尼動畫部門。如此一來，短暫的Circle 7工作室隨之結束，而該版本的續集也被棄置不用。角色設計收進迪士尼的資料庫。接下來數月，迪士尼首席執行長羅伯特·艾格（Robert Iger）證實已將製作計畫轉交給皮克斯。皮克斯導演群約翰·拉薩特、安德鲁·斯坦頓（Andrew Stanton）、彼特·達克特和李·安克里奇參訪《玩具總動員》所參考的房子，並且花超過一星期的時間構想動畫的故事。斯坦頓而後寫出了大概的草本。2007年二月卡姆特宣稱由《玩具總動員2》的共同導演李·安克里奇作為本片的主導演，取代原本的導演約翰·拉薩特，且由麥可·昂特（Michael Arndt）編劇。發行檔期推延至2010年。安克里奇表示他倍受壓力，擔心作出皮克斯「首部地雷片」，至2010年為止所有皮克斯動畫皆獲得廣大商業收益及傑出的票房評價。
製作動畫最初的發展背景，皮克斯重新拜訪當時《玩具總動員》工作場所，找出舊的三維模型的電腦檔案，避免執行檔案出現錯誤的訊號。要創建接近動畫片尾那場雜亂且複雜的垃圾場場景，其畫面花費超過一年半的時間研發模擬系統。皮克斯沒有像往常那樣給演員們劇本來供其選擇，而是故事完成後，為所有演員製作了一部簡單的動畫故事簡介，包含預製的配音、音效、音樂。看完內容總結後，演員再決定是否簽約配音演出。
杜比實驗室公佈《玩具總動員3》將會是首部於戲院應用杜比7.1環繞音效音響的電影。甚至在Blu-ray版本也採用原本的7.1音效，不同於其他電影將7.1混進Blu-ray裡。

## 原聲帶
- 2010年6月25日發行
  - 曲目：

1. We Belong Together
2. You've Got a Friend in Me (para el Buzz Español)
3. Cowboy!
4. Garbage?
5. Sunnyside
6. Woody Bails
7. Come to Papa
8. Go See Lotso
9. Bad Buzz
10. You Got Lucky
11. Spanish Buzz
12. What About Daisy?
13. To The Dump
14. The Claw
15. Going Home
16. So Long
17. Zu-Zu (Ken's Theme)

## 评价
媒体综评91分，Yahoo方面为A-，烂番茄网站根據305條評論，獲得98%超高的新鲜度，300票正評僅5票負評，平均得分8.87／10。在Metacritic上，電影獲得92分。本片掀起了空前绝后的续集赞美狂澜。“大杰作第一部、大杰作第二部之后是大杰作的第三部，能生产出越来越好的续集，这种形态在当今的好莱坞也只有皮克斯可以被期待了”、“终极的动画、终极的喜剧、终极的冒险片，发自内心的情感与类型片元素完美融合，非本系列而不能的乘风破浪的快感摩肩接踵”、“出色的笑料、绚烂的视觉爆点等为孩子准备的幸福元素此起彼伏，而油然而生的阳光向上的情感主干则是超越了年龄界限的，足以将一切成年观众俘获的超异能快感”、“新老角色各具独领风骚之处，人物塑造成功的同时，悬念与动作场面更是每一段皆堪称华彩乐章”、“刺激而感动的知性剧本完满无缺，在沐浴着被电影唤醒的童年记忆、经历着无法回避的精神的成长的同时，观众也不知不觉间千头万绪。很好，皮克斯又让美国人民思考了！”、“3D的效果美不胜收，以汤姆·汉克斯、蒂姆·艾伦为首的配音阵容的出色表现也可谓锦上添花”。
161家媒体中只有3家扔来了烂番茄，且这三家中有两家曾给过《变形金刚2》和《电锯惊魂5》满分，足以说明问题。权威机构《亚利桑纳共和报》、《票房志》、《基督教科学箴言报》、《娱乐周刊》、《好莱坞报道者》、《纽约每日新闻》、《电影在线》、《新奥尔良时报》、《纽约志》、《洛杉矶时报》、《俄勒冈人报》、《时代》、《旧金山纪事报》、《今日美国》、《华尔街日报》、广播影评人协会网站等一律慷慨馈赠最高分。
2022年，《IndieWire》列出21世紀最佳41部動畫電影名冊裡，本片排名第34名。

## 票房
此片票房達到10.66億美元，是影史上第一部票房超過10億美元的動畫，在當年更成為史上票房最高的動畫，直到2014年被冰雪奇緣(12.79億美元)超越，目前為動畫片第三高。
北美地區開片首周即達1.26億美元。
台灣方面，首日票房為新台幣2000萬元；首週五天票房為新台幣5800萬元；最終全台票房為新台幣2.1億元。
| 上一届： 功夫夢           | 2010年美國週末票房冠軍 6月18日-6月27日  | 下一届： 暮光之城：蝕 |
| 上一届： 天龍特攻隊       | 2010年台北週末票房冠軍 6月18日－6月27日 | 下一届： 暮光之城：蝕 |
| 上一届： 史力加萬歲萬萬歲 | 2010年香港一週票房冠軍 7月12日－8月1日  | 下一届： 潛行凶間     |

## 外部鏈接
- 反斗奇兵官方網站 （页面存档备份，存于）
- 反斗奇兵官方的Facebook專頁
- 大卡通資料庫上《玩具總動員3》的資料（英文）

- 互联网电影数据库（IMDb）上《玩具總動員3》的资料（英文）
- AllMovie上《玩具總動員3》的资料（英文）
- 爛番茄上《玩具總動員3》的資料（英文）
- Metacritic上《玩具總動員3》的資料（英文）
- Box Office Mojo上《玩具總動員3》的資料（英文）
- Yahoo奇摩電影上《玩具總動員3》的資料（繁體中文）
- 開眼電影網上《玩具總動員3》的資料（繁體中文）
- 时光网上《玩具總動員3》的資料（简体中文）
- 豆瓣电影上《玩具總動員3》的資料 （简体中文）
- 玩具總動員3 - Disney+